# Pycnonotus leucotis
Pycnonotus leucotis là một loài chim trong họ Pycnonotidae.

## Hình ảnh

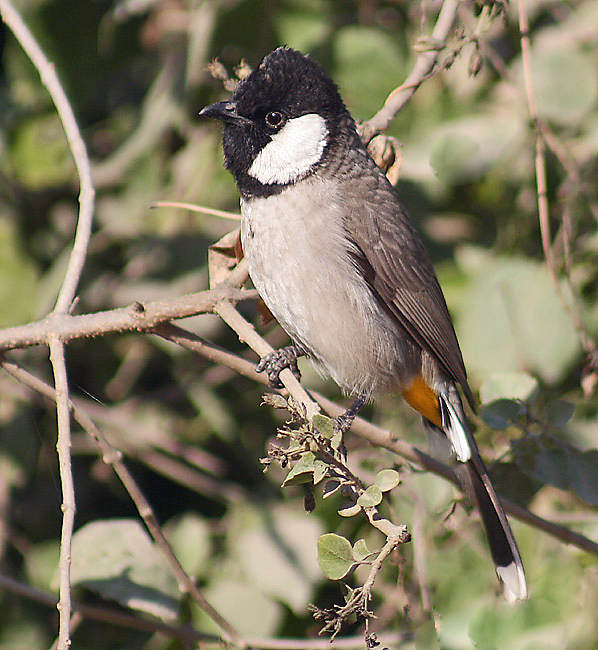
At Bharatpur, Rajasthan, India
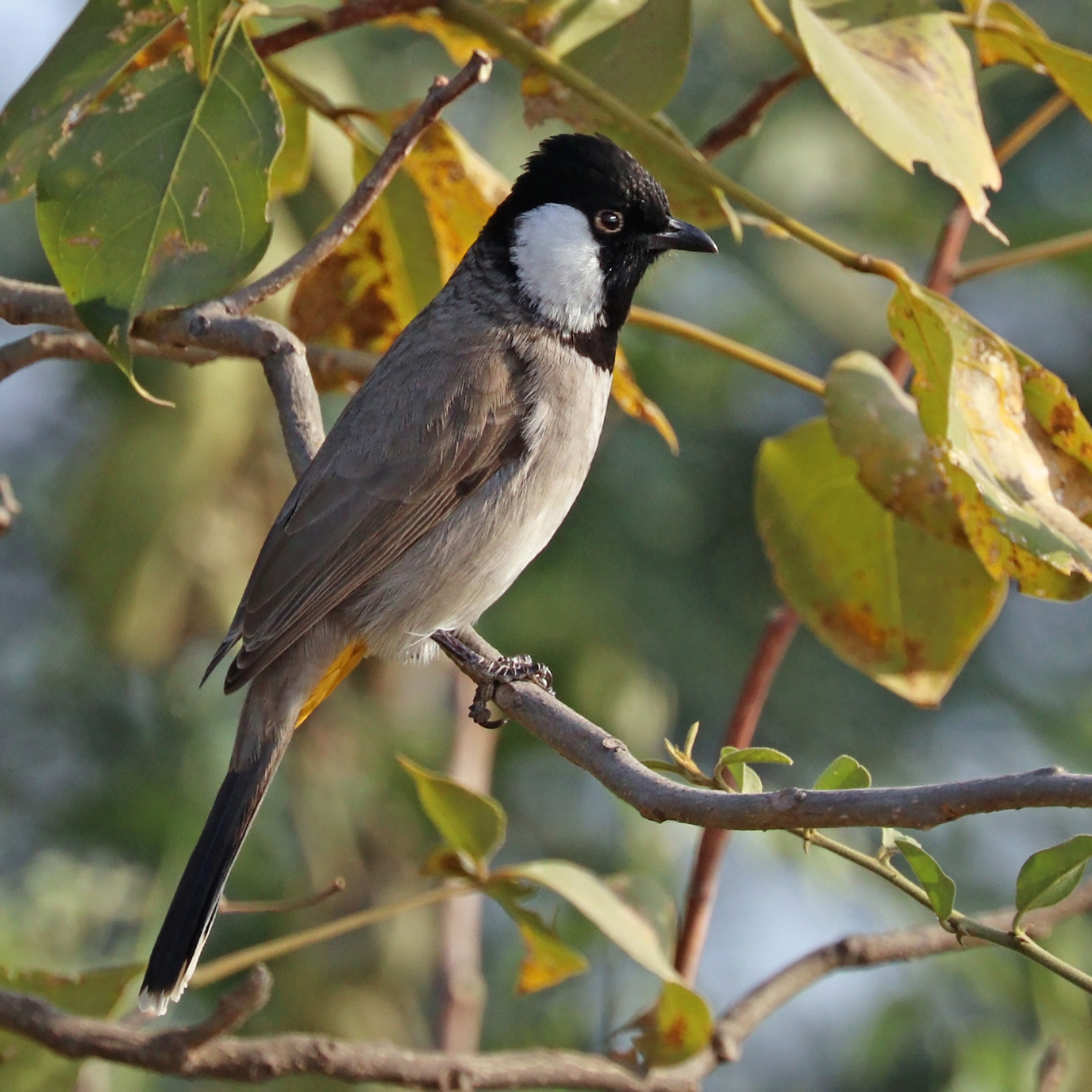
P. l. leucotis, Bharatpur, Rajasthan, India
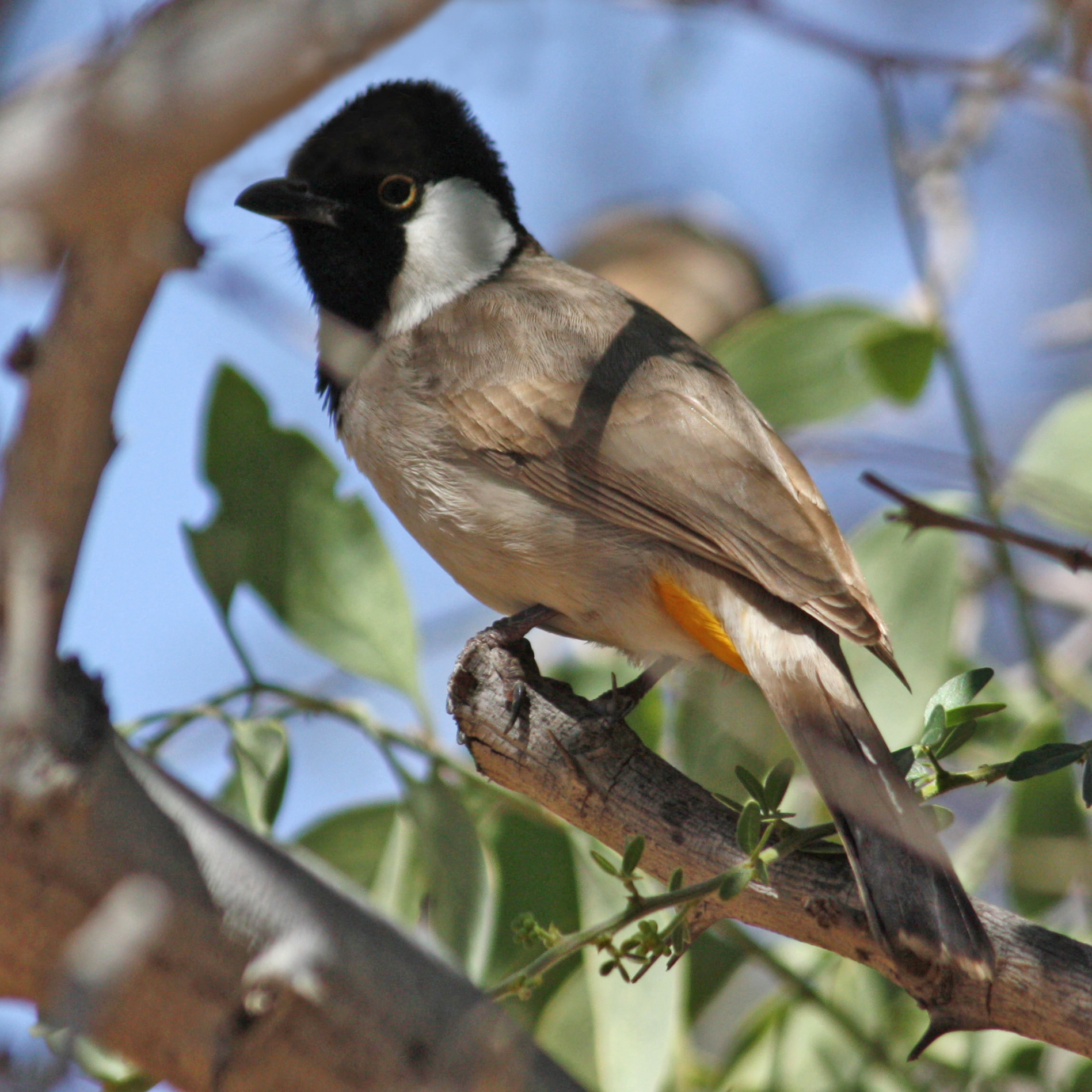
P. l. mesopotamia in Musandam Peninsula, Oman
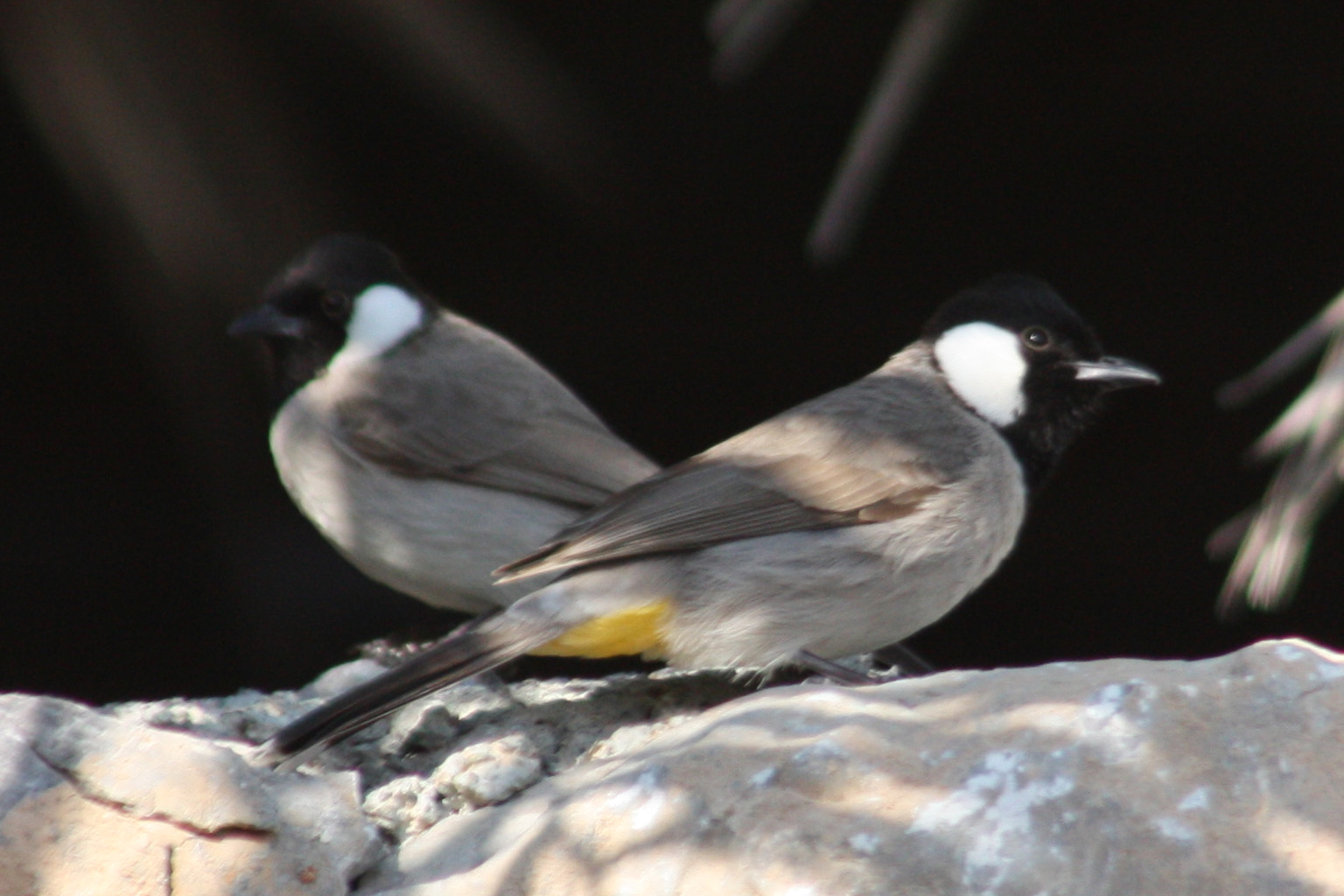
In Babylon, Iraq
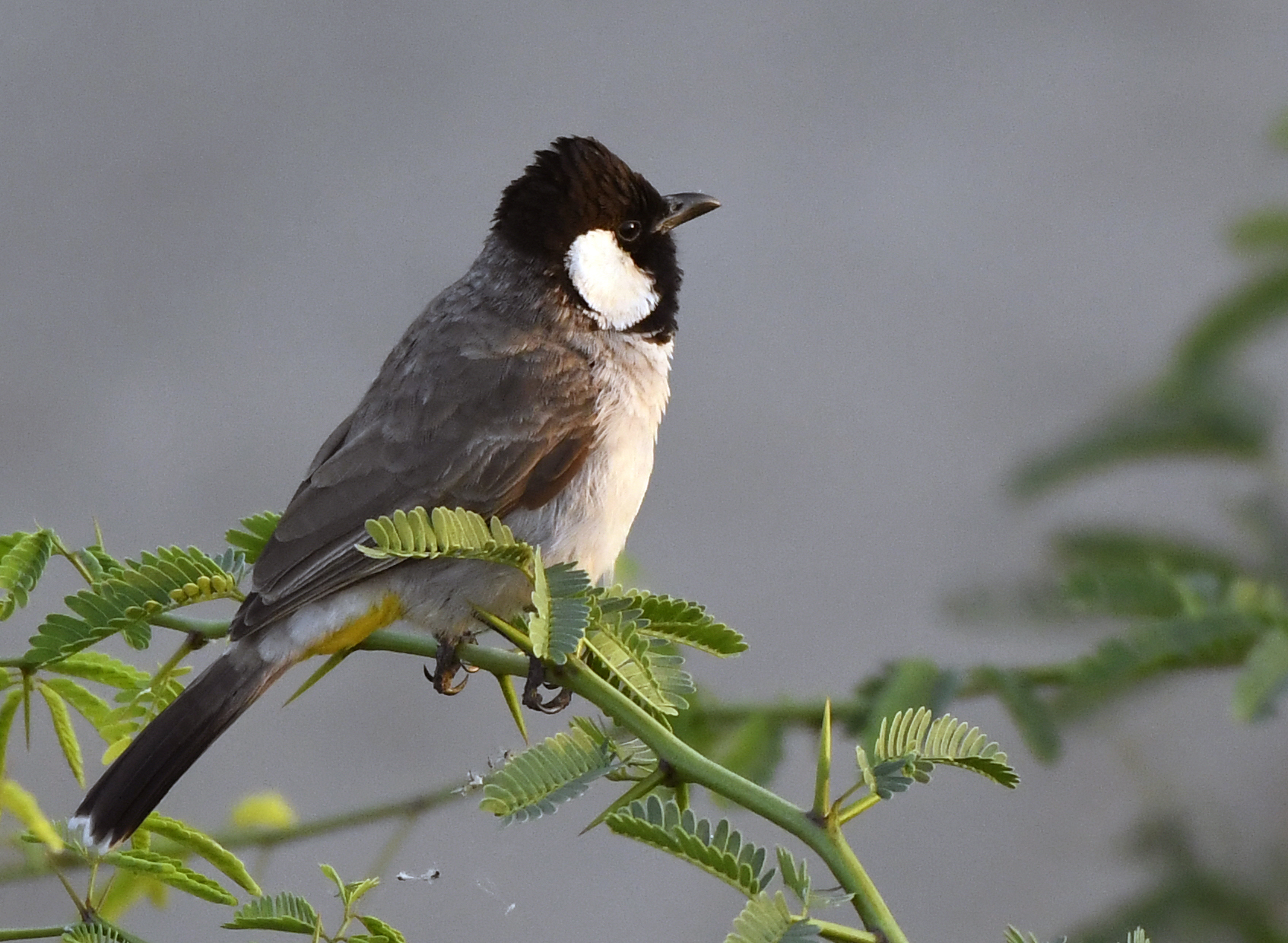
P. l. leucotis at Jamnagar, Gujarat, India
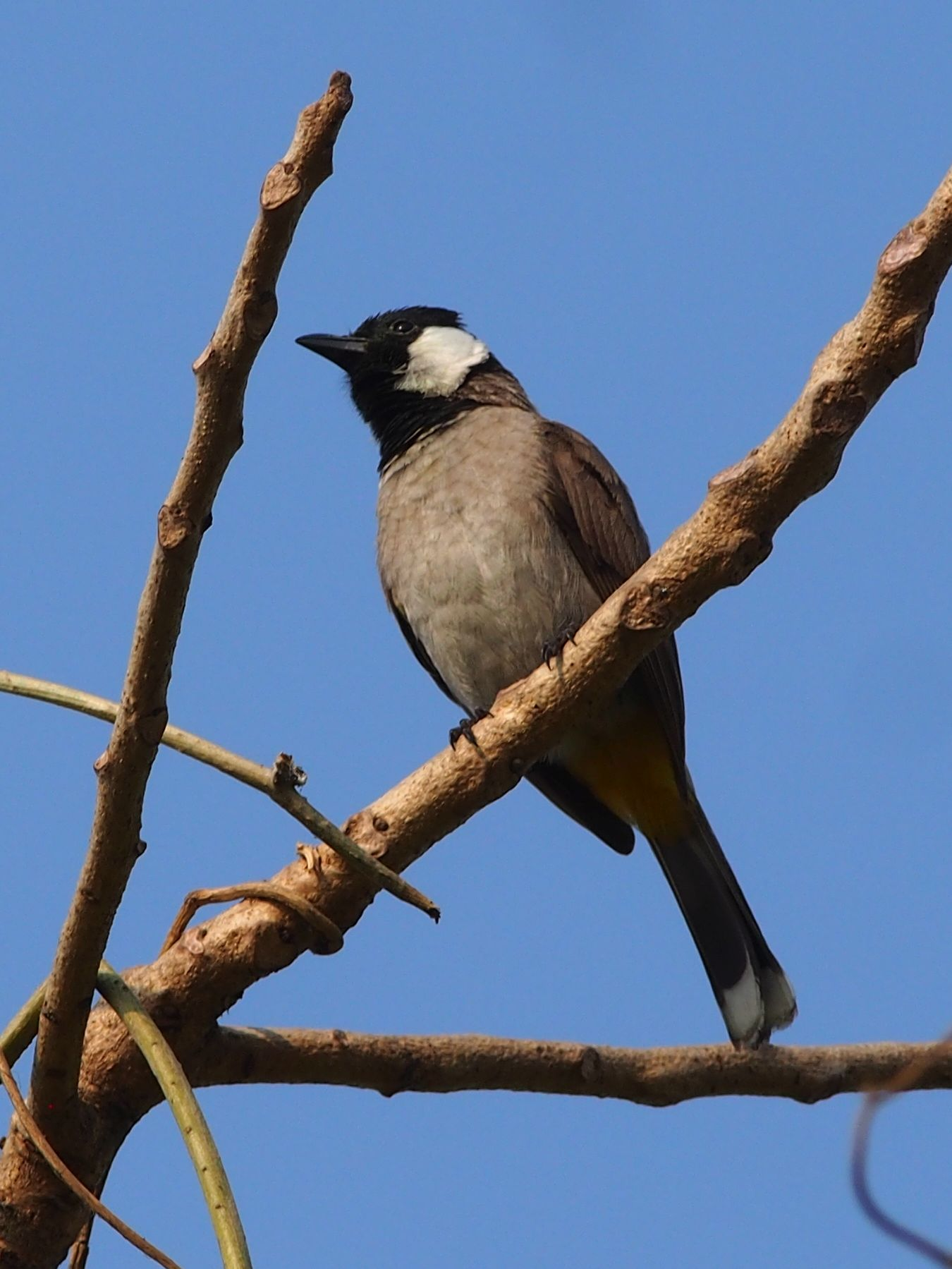
At Seawoods, Navi Mumbai
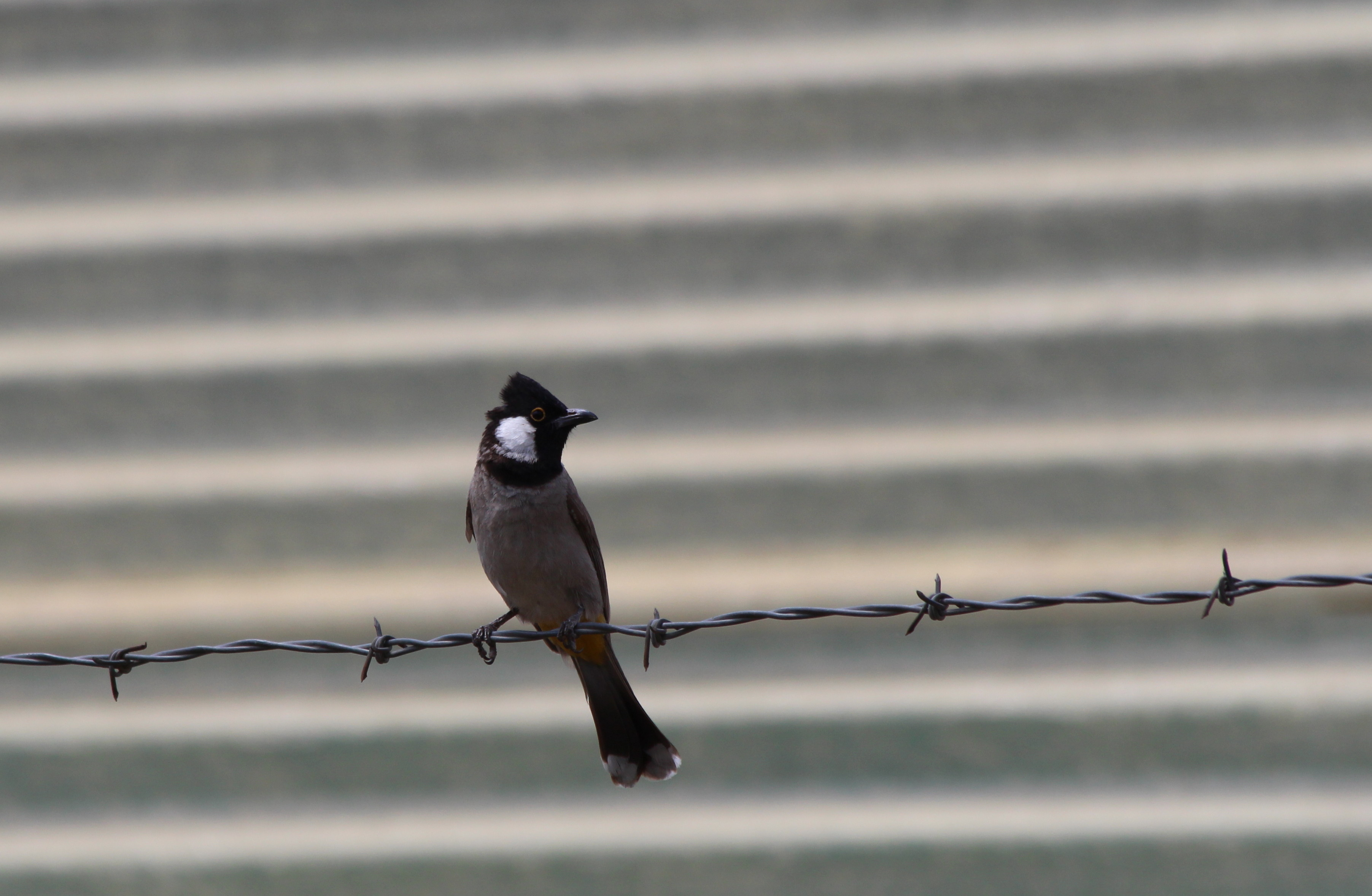
In Baghdad, Iraq
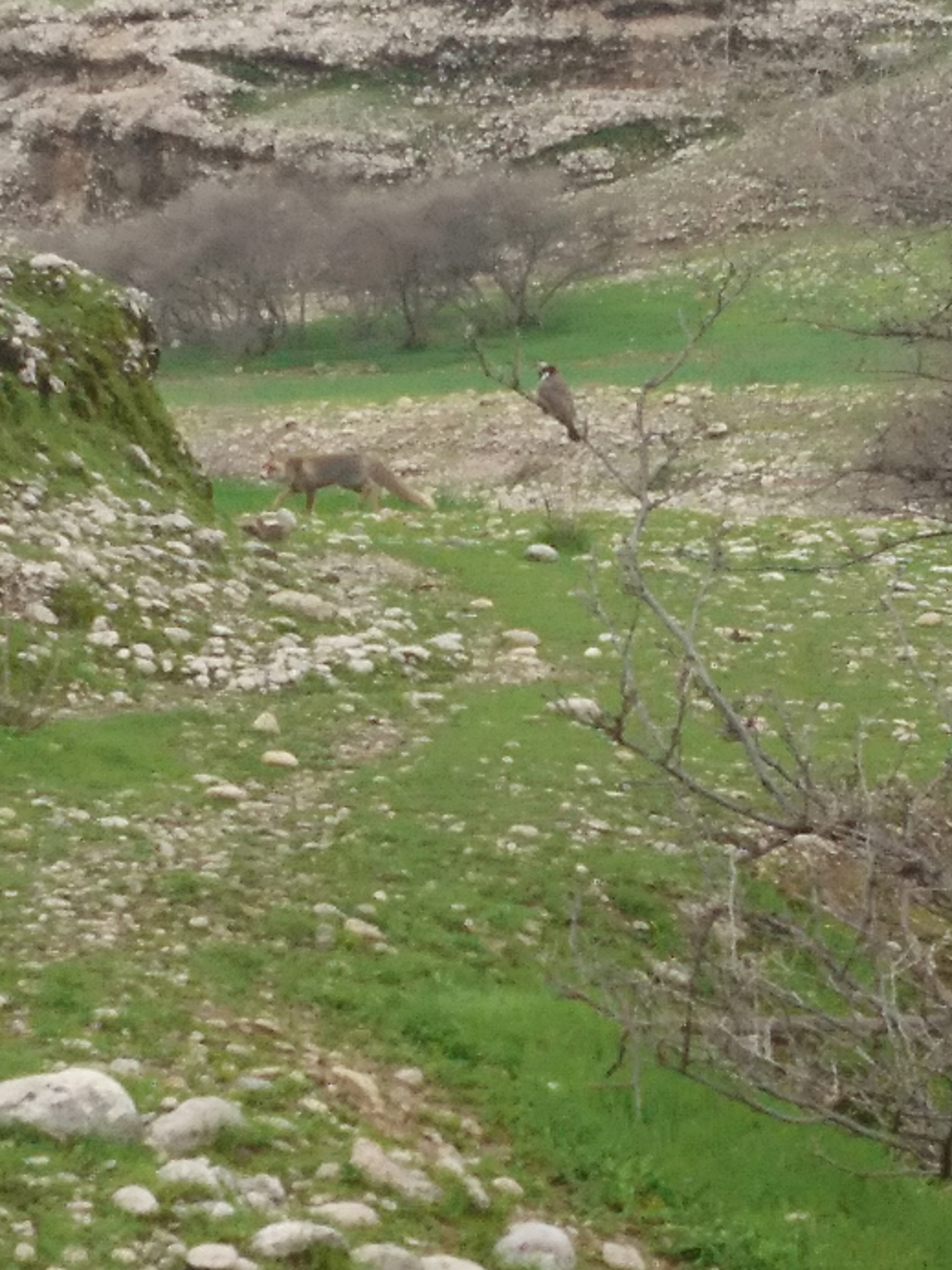
White-Eared Bulbul Watching Out for a Fox, Behbahan, Iran
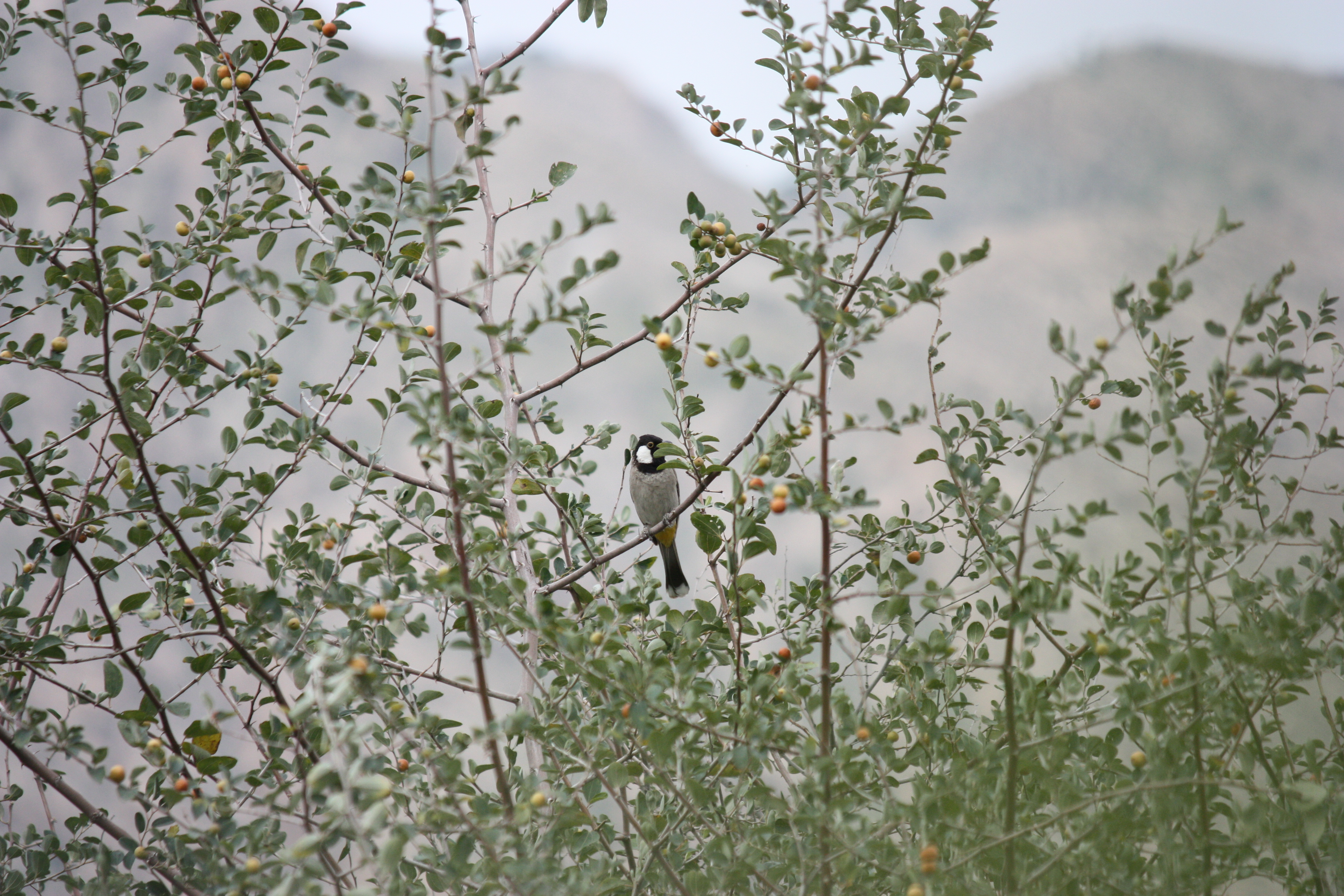
White-Eared Bulbul on a Ziziphus Tree, Behbahan